# Miklós Révai

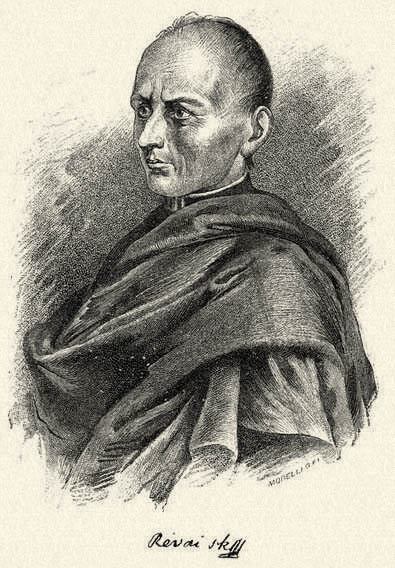
Miklós Révai

Miklós Révai, född 24 februari 1750 i Német-Nagy-Szent-Miklós, död 1 april 1807 i Pest, var en ungersk språkforskare. 
Révai, som var professor i ungerska språket och litteraturen vid Budapests universitet, var den egentlige grundläggaren av den ungerska språkvetenskapen och gav i viktiga avseenden det ungerska skriftspråket dess på historisk basis grundade, nuvarande form. Hans förnämsta arbeten är Antiquitates literaturæ hungaricæ (1803) och Elaboratior grammatica hungarica (två band, 1803–05; band 3 utgavs först 1908). Han författade även dikter.